# TV2000
TV2000 – włoska stacja telewizyjna o charakterze katolickim, której właścicielem jest  Konferencja Episkopatu Włoch.
Stacja została uruchomiona jako Sat 2000 w 1998. Pod tą nazwą funkcjonowała do 2009.
Dyrekcja stacji ma swoją siedzibę w Rzymie przy Via Aurelia 796. Redakcja mediolańska znajduje się na Piazza Carbonari 3.

## Programy
Stacja przygotowuje cykliczne programy własne i transmituje wydarzenia kościelne z terenu Włoch:

### Transmisje religijne
- eucharystia transmitowana przez Watykański Ośrodek Telewizyjny
- codzienna msza św. z sanktuarium Santa Maria di Galloro (codziennie o 8.20)
- Różaniec z sanktuarium Matki Bożej w Lourdes (godz. 18.00, powtórka 20.00)
- Koronka do Miłosierdzia Bożego (codziennie o 15.05)

### Inne
- aktualności Nel cuore dei giorni
- wiadomości TG2000
- filmy dokumentalne, np. realizowane przez National Geographic Society
- seriale telewizyjne, typu Don Matteo, Derrick
- program kulinarny Quel che passa il convento (wł. to co podają w klasztorze, codziennie o 10.55)
- Viaggio nel mondo della Bibbia (wł. podróż do świata Biblii)
- Talk-show Romanzo familiare
- Terra Santa News, realizowany przez Franciscan Media Center z Jerozolimy
- Bel tempo si spera, telewizja śniadaniowa